# Hungría en los Juegos Olímpicos de Pyeongchang 2018
Hungría estuvo representada en los Juegos Olímpicos de Pyeongchang 2018 por un total de 19 deportistas que compitieron en 6 deportes. Responsable del equipo olímpico fue el Comité Olímpico Húngaro, así como las federaciones deportivas nacionales de cada deporte con participación.
El portador de la bandera en la ceremonia de apertura fue el patinador de velocidad en pista corta Konrád Nagy.
Con la victoria del equipo masculino de patinaje de velocidad en pista corta 5000 m por relevos, Hungría obtuvo su primera medalla de oro olímpica invernal, y su primera medalla invernal desde los Juegos Olímpicos de Lake Placid 1980.

## Medallistas
El equipo olímpico húngaro obtuvo las siguientes medallas:
| Nombre                                                   | Deporte                              | Competición          |
| -------------------------------------------------------- | ------------------------------------ | -------------------- |
| Oro                                                      |                                      |                      |
| Shaoang Liu Sándor Liu Shaolin Viktor Knoch Csaba Burján | Patinaje de velocidad en pista corta | 5000 m por relevos M |
| Plata                                                    |                                      |                      |
| —                                                        |                                      |                      |
| Bronce                                                   |                                      |                      |
| —                                                        |                                      |                      |

## Competidores
La siguiente es una lista de la cantidad de atletas por deportes de la delegación húngara.
| Deporte                              | Masculino | Femenino | Total |
| ------------------------------------ | --------- | -------- | ----- |
| Esquí alpino                         | 2         | 2        | 4     |
| Esquí de fondo                       | 1         | 1        | 2     |
| Patinaje artístico                   | 0         | 1        | 1     |
| Esquí acrobático                     | 0         | 1        | 1     |
| Patinaje de velocidad en pista corta | 5         | 5        | 10    |
| Patinaje de velocidad                | 1         | 0        | 1     |
| Total                                | 9         | 10       | 19    |